# شکست (فیلم ۲۰۰۷)
شکست (به انگلیسی: Fracture) فیلمی در ژانر جنائی به کارگردانی گرگوری هابلیت محصول ۲۰۰۷ است. از بازیگران این فیلم می‌توان به آنتونی هاپکینز و رایان گاسلینگ اشاره نمود.

## داستان
تئودور «تد» کرافورد یک مهندس هوافضای ایرلندی الاصل است که در لس آنجلس کالیفرنیا با همسرش زندگی می‌کند. او متوجه می‌شود که همسرش جنیفر با یک کارآگاه بخش جنایی پلیس به نام رابرت نونالی رابطه دارد. کرافورد در همان شب به همسرش شلیک می‌کند. پلیس می‌آید و البته نونالی نیز با آنها می‌آید. تد جلوی نونالی اعتراف می‌کند که به همسرش شلیک کرده و تفنگ را هم به پلیس تحویل می‌دهد. نونالی که عکس زن را در خانه می‌بیند به سمت تد حمله‌ور می‌شود ولی بقیه پلیس‌ها آنها را جدا می کنند.
همسر کرافورد به کما می‌رود. بعد از مدتی تد را به بخشی می‌آورند تا برای دادگاهش تاریخ، دادستان و وکیل معین کنند. ویلیام (ویلیام بیچام) که یک وکیل در حال پیشرفت است به عنوان دادستانش انتخاب می‌شود ولی تد وکیلی استخدام نمی‌کند.
ویلیام به خاطر موفقیت‌هایش به تازگی در یک شرکت وکالت مشهور لس آنجلسی استخدام شده و با رئیس بخش خودش نیکی گاردنر رابطه عاطفی را آغاز نموده‌است.
پلیس و دادستان هر چه خانه را برای یافتن آلت قتل جست وجو می‌کنند موفق به یافتن آن نمی‌شوند و بدون آلت قتل چیزی را علیه کرافورد نمی‌توان ثابت کرد.
روز دادگاه که فرا می‌رسد دادستان و قاضی مشغول بررسی حادثه هستند ولی کرافورد با بی‌توجهی خاصی نقش‌هایی را روی کاغذ می‌زند و به خاطر علاقه اش به وسایل مکانیکی چندین وسیله طراحی می‌کند. بعد از چند دقیقه افسر نونالی به جایگاه شهود می‌رود و می‌گوید که تد کرافورد اعتراف کرده‌است ولی کرافورد در دفاع از خود می‌گوید که این مرد با همسرش رابطه داشته و شهادت وی را باطل می‌کند. پلیس نیز کنترلش را از دست داده و وی را کتک می‌زند. دادگاه به وقت دیگری موکول می‌شود.
ویلی برای همدردی به همسر تد سر می‌زد و شب‌ها در بیمارستان می‌خوابید.
رئیس سابق ویلی ابراز نگرانی می‌کند و از باختن او در این پرونده می‌ترسد اما ویلی قول می‌دهد که هر طور شده او را محاکمه کند. وی هر چه سعی می‌کند که تد را گیر بیندازد نمی‌تواند و روابطش با نیکی رو به زوال می‌رود. وی همه جا را می‌گردد تا بلکه مدرکی بیابد اما نمی‌تواند؛ تا جایی که نونالی اسلحه ای را در خانه اش جاساز می‌کند که در جلسه دادگاه آن را به عنوان مدرک ارائه کنند ولی بوشام که می‌داند حقیقت ندارد این کار را انجام نمی‌دهد. در نهایت تد کرافورد آزاد می‌شود و افسر نونالی در دادگستری به سر خود شلیک می‌کند.
ویلیام که بسیار عصبانی بود و دید همه از او ناامید شده‌اند پیش همسر تد ماند تا اینکه تد فردای آن روز آمد و دستگاه‌ها را خاموش کرد و زنش از دنیا رفت.
ویلیام از کارش اخراج شد و به خانه رفت تا وسایلش را جمع کند و به یک شهر جدید برود اما قبل از آن به اداره پلیس رفت تا با پلیس‌ها خداحافظی کند و یک جمع‌بندی انجام بدهد. او و یک پلیس دیگر تلفن‌هایشان را که کنار هم بود اشتباه برداشتند و ویلی همان‌جا راز کار تد را کشف کرد.
به خانه اش رفت و دید که آماده خروج از کشور است اما در لحظه آخر مچ او را گرفت و آشکار کرد که تد روز قبل از حادثه به منزل نونالی رفته و تفنگ‌هایشان را با هم عوض کرده‌است. از این رو پلیس نتوانسته بود آلت قتلی که از آن تیری شلیک شده باشد را بیابد.
فیلم با صحنه دادگاه تئودور کرافورد به اتمام می‌رسد بدون این که مشخص شود نتیجه دادگاه چه خواهد شد.

## بازیگران
آنتونی هاپکینز در نقش تئودور «تد» کرافورد
رایان گاسلینگ در نقش ویلیام «ویلی» بوشارد
رزامند پایک در نقش نیکی گاردنر
دیوید استراترن در نقش رئیس دادگستری
امبت دیویتس در نقش جنیفر کرافورد
بیلی برک در نقش افسر پلیس نونالی
کلیف کرتیس در نقش افسر پلیس فلورس
فیونا شو در نقش قاضی رابینسون
باب گانتون در نقش قاضی فرانک گاردن
جاش استمبرگ در نقش نورمن فاستر
زاندر برکلی در نقش قاضی موران
زویی کازان در نقش مونا